# Episodi di Tutti pazzi per Re Julien (quinta stagione)
La quinta e ultima stagione della serie animata Tutti pazzi per Re Julien è andata in onda, negli USA, su Netflix il 1º dicembre 2017
In Italia, invece, è stata trasmessa a partire dall'8 marzo 2018 su DeaKids.In chiaro è stata trasmessa nel ottobre del 2018 su Super!
| Nº (assoluto) | Nº (stagione) | Titolo originale            | Titolo italiano                      | Prima TV USA    | Prima TV Italia |
| ------------- | ------------- | --------------------------- | ------------------------------------ | --------------- | --------------- |
| 66            | 1             | Julien 2.0                  | Julien 2.0                           | 1 dicembre 2017 | 8 marzo 2018    |
| 67            | 2             | Spin Cycle                  | Una questione di pulizia             | 1 dicembre 2017 | 9 marzo 2018    |
| 68            | 3             | Night Creatures             | Creature della notte                 | 1 dicembre 2017 | 12 marzo 2018   |
| 69            | 4             | Tears in the Drain          | Lacrime nello scarico                | 1 dicembre 2017 | 13 marzo 2018   |
| 70            | 5             | Squad Goals                 | Una squadra vincente                 | 1 dicembre 2017 | 14 marzo 2018   |
| 71            | 6             | One More Cup, Part 2        | Un altro caffè: Parte 2              | 1 dicembre 2017 | 15 marzo 2018   |
| 72            | 7             | There Will Be Juice         | Il mango gigante                     | 1 dicembre 2017 | 16 marzo 2018   |
| 73            | 8             | Blackboard Jungle           | La scuola della giungla              | 1 dicembre 2017 | 19 marzo 2018   |
| 74            | 9             | Lord of the Fruit Flies     | Il signore delle mosche della frutta | 1 dicembre 2017 | 20 marzo 2018   |
| 75            | 10            | Karl-Mageddon               | Karl va in pensione                  | 1 dicembre 2017 | 21 marzo 2018   |
| 76            | 11            | King Julien is Watching You | Re Julien ti osserva                 | 1 dicembre 2017 | 22 marzo 2018   |
| 77            | 12            | The End is Near             | La fine è vicina                     | 1 dicembre 2017 | 23 marzo 2018   |
| 78            | 13            | The End is Here             | La fine è qui                        | 1 dicembre 2017 | 26 marzo 2018   |

## Julien 2.0
Dopo essere tornato a rivestire la carica di re, Julien, vuole porre fine ad ogni tipo di controversia interna al regno.

## Una questione di pulizia
Re Julien capisce che può farsi propaganda grazie al programma di Xixi, così fa sì che lei, durante lo show, racconti solo cose positive su di lui. Intanto Ted vorrebbe essere considerato.

## Creature della notte
Nel regno compare una nuova creatura che assale i lemuri. Clover parte per darle la caccia! Alla fine la creatura è re Julien ed è tutto un tranello dello zio che è arrivato con i genitori.

## Lacrime nello scarico
Re Julien, Clover, Maurice e Mortino diventano investigatori. Con la scomparsa di Mortino la squadra si scioglie, finché un giorno...

## Una squadra vincente
Re Julien, su consiglio di Eliose, per avere maggior consenso tra i giudici decide di cacciare alcuni dei suoi aiutanti tra cui Mortino.

## Un altro caffè: Parte 2
Re Julien smette di bere caffè perché fa male, ma Bruce, il fratello di Karl, lo corrompe per far costruire i suoi meganegozi in cui vende il suo "pupù-caffè".

## Il mango gigante
Usando un superfertilizzante, Julien crea un mango gigante che succhia i cervelli e che pensa che Re Julien sia suo padre.

## La scuola della giungla
Per vincere il trofeo per l'annuale torneo accademico dell'isola, i piccoli lemuri devono affrontare una prova di intelligenza a un torneo accademico condotto dal coccodrillo ambasciatore

## Il signore delle mosche della frutta
Maurice è giù di corda così Re Julien gli affida il ruolo di Primo Ministro dei manghi, ma le cose non vanno come previsto...

## Karl va in pensione
Karl organizza una competizione per trovare il suo sostituto come nemesi malvagia di Re Julien perché lui ha intenzione di andare in pensione. Alla fine non ci sarà un sostituto di Karl e lui lascia il Madagascar e raggiunge la Florida.

## Re Julien ti osserva
Re Julien vuole dagli dei del cielo delle telecamere di sorveglianza con relativi monitor e inizia a spiare i suoi sudditi. Ma scoprirà che anche lui è spiato dallo zio re Julien.

## La fine è vicina
Clover parte alla volta del regno dei lemuri di montagna per sposare Sage. Ma scoprirà che la fidanzata di Sage in realtà è Crimson. Intanto Julien e dodi decidono di formare un esercito.

## La fine è qui
Clover e Sage si sposano e lui vuole fare il rituale pre-matrimonio del suo popolo: si fa seppellire per poi rinascere. Ma qualcosa va storto... Dopo che Clover si sposa e mentre re Julien festeggia con il popolo e Clover lascia l'isola arriva il leone Alex che si incontra nel primo film di Madagascar.